# Управління людським капіталом
Управління людським капіталом — це процес організації та оптимізації роботи персоналу компанії з метою досягнення стратегічних цілей організації. Цей термін включає в себе набір практик, спрямованих на планування, привласнення, розвиток, використання та утримання ефективних працівників. В контексті управління людським капіталом, «людський капітал» відноситься до знань, навичок, компетенцій та інших атрибутів, які пов'язані з особистістю та які можна використовувати для виробництва товарів, послуг або капіталу.
Основні аспекти управління людським капіталом включають:
- Набір та вибір персоналу: Процес залучення, відбору та найму потенційних працівників.
- Оцінка працівників: Регулярна оцінка продуктивності та ефективності працівників.
- Навчання та розвиток: Програми для підвищення кваліфікації та розвитку навичок працівників.
- Управління продуктивністю: Стратегії та практики для підвищення продуктивності працівників.
- Компенсація та винагороди: Системи заробітної плати та інші форми винагород.

Джерело людського капіталу в організації походить від її працівників та їхніх знань, навичок, творчого потенціалу та інших ключових характеристик, які вони приносять у компанію. Успішне управління людським капіталом сприяє підвищенню продуктивності, покращенню задоволеності працівників та оптимізації загальної ефективності організації.
Важливо відзначити, що управління людським капіталом не є лише завданням відділу кадрів, але й ключовою відповідальністю керівників на всіх рівнях організації. Воно включає в себе стратегічне планування та управління ресурсами, щоб забезпечити, що організація має правильних людей на правильних посадах для досягнення своїх цілей та місії.